# Fraberg
Fraberg ist eine Ortschaft und eine Katastralgemeinde der Marktgemeinde Langschlag im Bezirk Zwettl in Niederösterreich. Die Ortschaft hat 20 Einwohner (Stand 1. Jänner 2024).

## Geografie
Die Rotte südwestlich von Groß Gerungs liegt auf einem nach Nordosten exponierten Hang und ist von der Landesstraße L7297 über eine Nebenstraße zu erreichen. Zur Ortschaft zählt auch die Rotte Kothores im Südosten.

## Siedlungsentwicklung
Zum Jahreswechsel 1979/1980 befanden sich in der Katastralgemeinde Fraberg insgesamt 20 Bauflächen mit 6.205 m² und 3 Gärten auf 83 m², 1989/1990 gab es 20 Bauflächen. 1999/2000 war die Zahl der Bauflächen auf 40 angewachsen und 2009/2010 bestanden 27 Gebäude auf 45 Bauflächen.

## Geschichte
Der Ort wird spätestens 1751 zum ersten Mal schriftlich erwähnt, der Ort wurde Ende des 18. Jahrhunderts auch Frauenberg genannt.
Im Eintrag der Josephinischen Fassion aus Jahre 1786/87 gab es im heutigen Ort 15 Häuser.
Im Jahr 1822 wurde der Ort als Dorf mit insgesamt 17 Häusern genannt, das nach Langschlag eingepfarrt war, wohin auch die Kinder eingeschult wurden. Die Herrschaft Großpertholz besaß die Ortsobrigkeit, die Herrschaft Weitra übte die Landgerichtsbarkeit aus, die Herrschaft Großpertholz besorgte die Konskription und hatte die Grundherrschaft inne.
Nach der Entstehung der Ortsgemeinden 1849 wurde der Ort eine eigenständige Gemeinde, zu dieser zählten auch noch die Orte Kehrbach und Kleinpertholz.
Laut Adressbuch von Österreich waren im Jahr 1938 in der Ortsgemeinde Fraberg zwei Landwirte mit Direktvertrieb ansässig.
Im Zuge der Niederösterreichischen Kommunalstrukturverbesserung wurde der Ort durch die Auflösung der Gemeinde Fraberg am 1. Januar 1967 ein Teil der Gemeinde Langschlag.

## Bodennutzung
Die Katastralgemeinde ist landwirtschaftlich geprägt. 81 Hektar wurden zum Jahreswechsel 1979/1980 landwirtschaftlich genutzt und 79 Hektar waren forstwirtschaftlich geführte Waldflächen. 1999/2000 wurde auf 62 Hektar Landwirtschaft betrieben und 98 Hektar waren als forstwirtschaftlich genutzte Flächen ausgewiesen. Ende 2018 waren 54 Hektar als landwirtschaftliche Flächen genutzt und Forstwirtschaft wurde auf 99 Hektar betrieben. Die durchschnittliche Bodenklimazahl von Fraberg beträgt 13,6 (Stand 2010).